# Cirrhitops mascarenensis
Cirrhitops mascarenensis är en fiskart som beskrevs av Randall och Schultz 2008. Cirrhitops mascarenensis ingår i släktet Cirrhitops och familjen Cirrhitidae. Inga underarter finns listade i Catalogue of Life.